# Université DeVry
L'université DeVry (en anglais : DeVry University) est une université américaine située à Downers Grove dans l'Illinois.

## Historique
L'institut est fondé comme la DeForest Training School en 1931 par Lee DeForest et Herman DeVry. Ce dernier est l'inventeur d'un projecteur portable utilisé par plusieurs établissements scolaires aux États-Unis dans les années 1910. 
Dans les années 1940, l'école forme les instructeurs de l'Army Air Corps. L'établissement accueille également les soldats démobilisés de la Seconde Guerre mondiale dont les études sont financées dans le cadre de la G.I. Bill. 
Rebaptisé en tant que DeVry Technical Institute dans les années 1950 et DeVry Institute of Technology quelque temps plus tard, l'université introduit son premier programme de licence en génie électronique au cours des années 1960. 